# Marcus Lindeen
Marcus Lindeen, nom de plume d'Edward Folke Lindeen, né le 19 juillet 1980 à Barkåkra (sv), dans la commune d'Ängelholm (en Scanie, Suède), est un réalisateur, metteur en scène et dramaturge suédois.

## Biographie
Marcus Lindeen est diplômé en 2008 en théâtre du Dramatiska Institutet. Auparavant, il a été l'animateur de l'émission culturelle Flipper (sv) de la radio suédoise P3, a travaillé pour l'émission traitant de l'art Arty (sv) sur SVT et a été journaliste, entre autres, au journal quotidien Svenska Dagbladet.
À l'automne 2006, il fait ses débuts en tant que metteur en scène au Stockholm City Theatre de Ångrarna (sv), une pièce basée sur des conversations entre deux hommes qui regrettent tous deux leur changement de sexe. Le documentaire Ångrarna (sv) connaît sa première au cinéma en 2010 et reçoit un prix Guldbagge (« Scarabée d'or ») et le prix de cristal du meilleur documentaire télévisé. Le film remporte également le prix Europa du meilleur documentaire télévisé européen à Berlin en 2010.
Au printemps 2012, il met en scène la pièce Arkivet för orealiserbara drömmar och visioner (Les archives de rêves et de visions non réalisés) au Stockholms stadsteater (sv) (théâtre municipal de Stockholm). La performance est basée sur des fragments manqués et triés de scénarios de films non produits et des cahiers et croquis d'Ingmar Bergman.
En mars 2018, son film Flotten (sv) est présenté en première au CPH:DOX à Copenhague (Festival international du film documentaire de Copenhague), où il remporte le prix principal du festival. La scénographie du film est exposée sous forme d'installation artistique au Centre Pompidou à Paris en 2017 et au Kunsthal Charlottenborg à Copenhague au printemps 2018.

## Filmographie partielle
- 2010 : Ångrarna (sv) (documentaire, scénario et réalisation).
- 2011 : Accidentes Gloriosos (scénario et réalisation), coréalisé avec Mauro Andrizzi.
- 2015 : Dear Director (court métrage, scénario et réalisation)
- 2018 : Flotten (sv) (documentaire, scénario et réalisation)

## Théâtre

### Mise en scène
| Année | Production                                     | Auteurs                         | Théâtre                                  |
| ----- | ---------------------------------------------- | ------------------------------- | ---------------------------------------- |
| 2006  | Ångrarna (sv)                                  | Marcus Linden                   | Théâtre municipal de Stockholm           |
| 2008  | En annan kamp                                  | Marcus Linden                   | Kulturhuset                              |
| 2010  | Djur som dör                                   | Marcus Linden                   | Riksteatern                              |
| 2012  | Arkivet för orealiserbara drömmar och visioner | Ingmar Bergman / Marcus Lindeen | Théâtre municipal de Stockholm           |
| 2013  | En förlorad generation                         | Marcus Linden                   | Théâtre dramatique royal (Dramaten)      |
| 2013  | Wild Minds                                     | Marcus Linden                   | Moderna Museet                           |
| 2017  | Wild Minds – Les rêveurs compulsifs            | Marcus Linden                   | Comédie de Caen                          |
| 2020  | L'Aventure invisible                           | Marcus Linden                   | Comédie de Caen Théâtre de Gennevilliers |

## Crédit d'auteurs
- (sv) Cet article est partiellement ou en totalité issu de l’article de Wikipédia en suédois intitulé « Marcus Lindeen » (voir la liste des auteurs).